# Croton longibracteatus
Croton longibracteatus là một loài thực vật có hoa trong họ Đại kích. Loài này được Mart.Gord. & de Luna mô tả khoa học đầu tiên năm 2005.